# Busbar

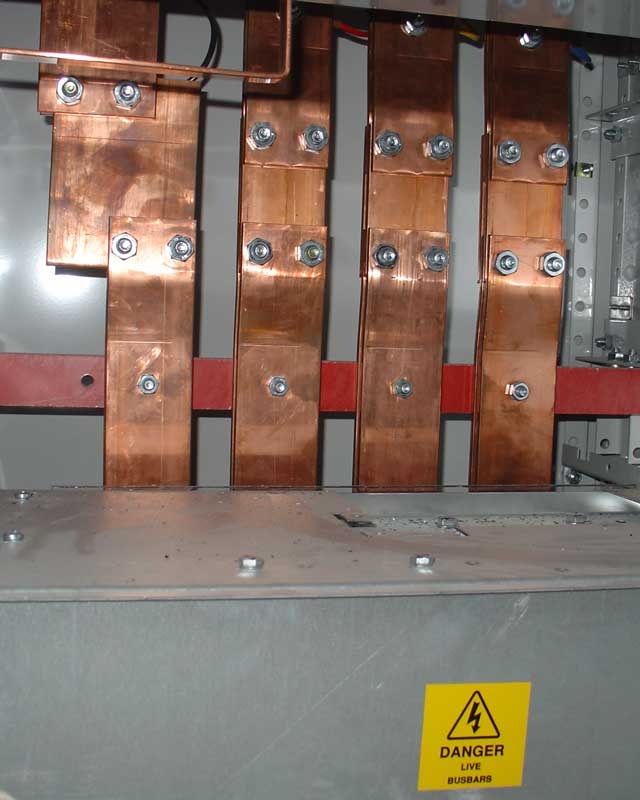
Busbars

Een spanningsrail of busbar is een dikke strip van koper of een ander materiaal dat elektriciteit geleidt in een schakelbord, in een verdeelinstallatie, of in andere elektrische installaties.
De doorsnede van de busbar bepaalt de maximale hoeveelheid stroom die veilig geleid kan worden. Voor kleine toepassingen en huishoudelijke toepassingen bedraagt de doorsnede soms maar 6 mm². Voor grote stromen gebruikt men voornamelijk ronde, holle geleiders tot diameters van 100 mm en soms tot 150 mm.
Busbars zijn meestal platte metalen strips of holle buizen. Deze vormen laten een goede warmtedissipatie toe door hun grote buitenoppervlak in vergelijking met hun doorsnede. Een andere reden voor het gebruik van holle geleiders is gelegen in het skineffect: het verschijnsel dat bij grotere stromen de elektrische stroom zich voornamelijk aan de buitenzijde van het materiaal bevindt. Het skineffect wordt groter naarmate de stroom groter is en/of de frequentie toeneemt.
Een specifieke toepassing vindt men in elektriciteitscentrales waar busbars worden gebruikt voor de verbindingen van de generatoren met de transformatoren die de generatorspanning omhoog transformeren naar de spanning van het distributienetwerk. Deze busbars bestaan per fase meestal uit lange, voorgevormde strippen metaal die tezamen een grote doorsnede hebben. Deze samenstellen (per fase) worden gesteund door isolatoren en zijn per fase in een omhullende beschermbuis aangebracht. Per generator zijn drie van dergelijke buizen nodig: één per fase. Verder heeft het sterpunt van de generator een aparte, kortere buis ten behoeve van sterpuntschakelaar/meting die meestal onder de generator is aangebracht. De genoemde transformator staat in de regel buiten het generatorgebouw opgesteld, vandaar dat de generator-busbars voor de fasen een twintigtal meters lang zijn.

110 kV bussen
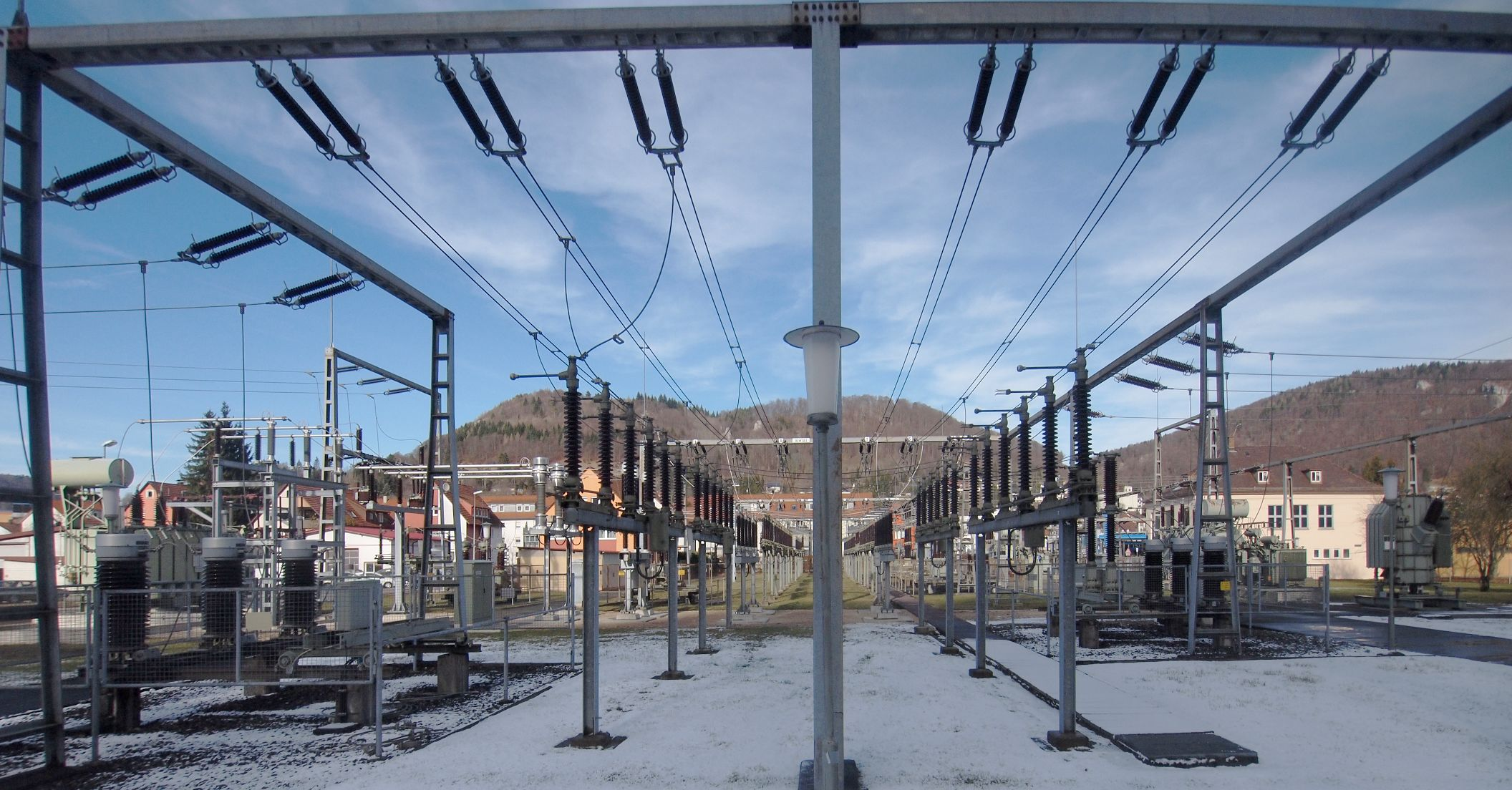
hangende rails (kabels)
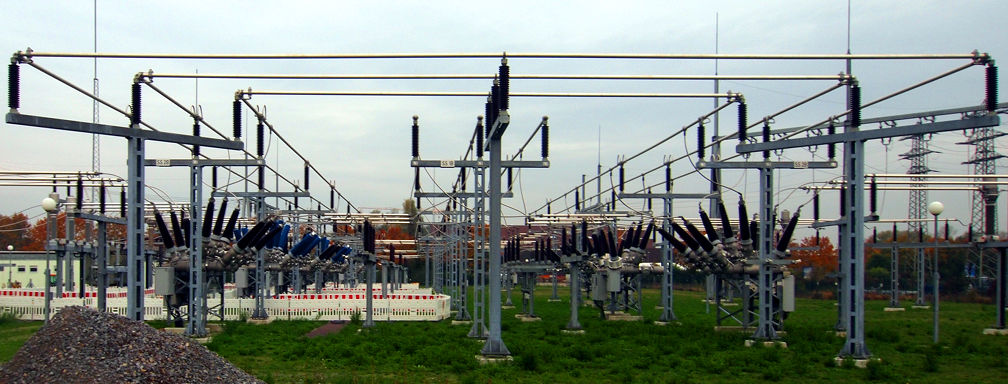
staande rails (de horizontale stangen)